# ことば力アップ
『ことば力アップ』（ことばりょく アップ）は、NHKラジオ第2放送で2008年4月5日から2022年3月30日まで放送されていた、日本語教育の教養番組である。

## 概要
前身は1980年代なかばに始まった『はなしことば講座』。『素敵なはなしことば』を経て現タイトルとなった。全国各地の日本放送協会（NHK）のアナウンサーが、教育やビジネス、日常会話などでも役立つ、朗読やプレゼンテーションなどの「言葉に関するノウハウ」をテーマを決めて講義するというものだった。

## 最終期の放送時間
- 生放送:水曜日22:00-22:15
- 再放送:土曜日15:45-16:00、日曜日23:45-24:00

## テキスト
NHK出版より「アナウンサーとともに ことば力アップ」という題で年2回（上半期と下半期　著・編:NHKアナウンス室、NHK放送研修センター・日本語センター）発行された。